# 克蘭伯里 (北卡羅萊納州)
克蘭伯里（英語：Cranberry）是位於美國北卡羅萊納州埃弗里縣的非建制地區。

## 歷史
克蘭伯里的郵局於1850年設立，其後於1997年停運。

## 地理
克蘭伯里所處的海拔為高於海平面954米（即3130英呎），而該地所採用的時區為UTC-5，即北美东部时区（EST）。同時該地設有夏令時間，為UTC-5調快一小時，即UTC-4（EDT）。